# 灰巴蜗牛
灰巴蜗牛（学名：Bradybaena ravida）为的动物，俗名蜒蚰螺、水牛，是中国的特有物种。巴蜗牛属舊屬巴蜗牛科，今屬堅齒螺科。

## 分佈
分布于黑龙江、吉林、辽宁、北京、河北、河南、山东、山西、安徽、江苏、浙江、福建、广东、广西、湖南、湖北、江西、四川、云南、贵州、新疆等地，生活环境为陆地，常见于农田、庭院、公园、寺庙、林边。

## 亚种
- 中华灰巴蜗牛（学名：Bradybaena ravida sieboldiana），Pfeiffer于1850年命名，俗名天牛、蜒蚰螺。分布于俄罗斯、日本、朝鲜、台湾以及中国大陆的福建等地，生活环境为陆地，多见于农田边、丘陵坡地潮湿的树干上、草丛中、住宅牲畜圈附近的杂草丛中、乱石 堆里以及石块下。[2]
- 浅灰巴蜗牛（学名：Bradybaena ravida ravidella），Moellendorff于1899年命名，是中国的特有物种。分布于甘肃、四川、西藏等地，生活环境为陆地，主要栖息于山区丘陵坡地潮湿的灌木草丛中、落叶石块下、在住宅以及农田附近的草丛中也常见到。[3]
- 细纹灰巴蜗牛（学名：Bradybaena ravida redfieldi），Pfeiffer于1852年命名，俗名蜒蚰螺、水牛，是中国的特有物种。分布于上海、江苏、江西、湖南、湖北、四川、长江流域一带等地，生活环境为陆地，主要栖息于平原、山区、丘陵、农田、公园住宅附近的杂草丛以及石块下。[4]